# 柳営婦女伝系
『柳営婦女伝系』（りゅうえいふじょでんけい）は、18世紀に成立した、将軍の正室・側室や乳母など徳川将軍家に関わった女性の逸話や系図を載せた書物である。将軍の側室を知るための書物としてよく知られており、信憑性は高くないとされながらも、しばしば参照されている。『将軍御外戚伝』や『玉輿記』なども影響関係にある書物である。

## 解説
17世紀以来、大名の略歴や評判、系譜などを載せた、「大名評判記」とも呼ばれる一連の書物が編纂されるようになった。「大名評判記」は万治から寛文年間にかけて（1657年 - 1672年）の情報をもとに記された『武家諫忍記』に始まり、『武家勧懲記』、『諫懲記』、『土芥寇讎記』、『諫懲記後正』、『武家諫懲記後正』など、約1世紀にわたって書き継がれてきた。
『武家諫懲記後正』には「附録」として将軍家の正室・側室や乳母の事績や系譜を記した書が加えられており、この部分（研究者の望月良親は、「将軍外戚評判記」として整理している）も加筆修正と写本を重ねながら発展していった。『柳営婦女伝系』もこの流れにある書物であり、『将軍御外戚伝』や『玉輿記』も同様である。
「大名評判記」の多くは大名家の蔵書として伝わったものであるが、「将軍外戚評判記」は大名家のみならず幕臣の蔵書にも見られ、流布していった。『柳営婦女伝系』は「将軍外戚評判記」の中でも最も多く写本が残された。『柳営婦女伝系』は同系統の『玉輿記』とともに、1917年（大正6年）に『柳営婦女伝叢』（国書刊行会）に収録されるなど、近代には刊本としても普及している。
多くの興味深い逸話を載せるが、後世の編纂物であり、信憑性は高くないとされている。研究者たちは「良質の史料とは言えないが」と断りを入れたり、信憑性に疑問を呈して「本当の話かはわからない」と断りを入れる、などの形で慎重に利用してきた。2010年に「将軍外戚評判記」の諸本を検討して成立についての研究論文を記した望月良親は、『柳営婦女伝系』の史料としての危うさが意識されながらも、本格的な史料批判は行われてこなかったと述べている。